# فيصل القحطاني
فيصل القحطاني لاعب كرة قدم سعودي يلعب كمدافع في نادي الجبلين.